# Bloco Nacional (França)
O Bloco Nacional, também conhecido como "Bloco Nacional Republicano", foi uma coalizão que reuniu principalmente partidos políticos franceses de centro-direita. Essa aliança esteve no poder de 1919 a 1924 e unia-se em torno da figura de Georges Clemenceau.

## Histórico
O "Bloco Nacional" foi formado a partir da coalizão dos seguintes partidos políticos franceses:
- Aliança Republicana Democrática (ARD)
- Federação Republicana (FR)
- Ação Liberal Popular (ALP)
- Liga da Jovem República (JR)
- União Popular Republicana Nacional da Alsácia (UPRNA)
- Radicais independentes

Na campanha para as eleições legislativas de novembro de 1919, o Bloco concentrou-se principalmente em dois temas: o patriotismo, expresso principalmente na promoção dos veteranos da Primeira Guerra Mundial e o medo do bolchevismo, principalmente pela radicalização de grupos socialistas após a Revolução Russa.
Nessas eleições, o Bloco Nacional obteve uma vitória esmagadora, com mais de 400 cadeiras na Assembleia Nacional Francesa. O desejo de renovação política foi concretizado pelo Bloco Nacional, com mais da metade dos deputados eleitos pela primeira vez, muitos deles veteranos.
Buscando restaurar a economia francesa do pós-guerra, o primeiro-ministro Raymond Poincaré, com apoio do Bloco Nacional, criou um novo e impopular imposto – o double décime. Foi esse novo imposto que fez com que o Bloco perdesse as eleições legislativas de maio de 1924, contra o “Cartel das Esquerdas”, composto pela Seção Francesa da Internacional Operária (SFIO) e pelos radicais. O Presidente da França, Alexandre Millerand, acusado de parcialidade em favor do bloco de direita, foi forçado a renunciar, o que pôs fim ao Bloco Nacional.